# Фокус (информационна агенция)
Вижте пояснителната страница за други значения на Фокус.
Информационна агенция „Фокус“ е първата частна информационна агенция в България. Тя предлага денонощно новини на български и английски език, като събира и организира новини от други медии. Основана е от Красимир Узунов е през юни 2000 г. От август 2022 г. е собственост на „Медия груп 24“, чиито управител и собственик е Кирил Налджиев.
Новините на Информационна агенция „Фокус“ обхващат събитията от политическия, икономическия, обществения, културния и спортния живот в България, на Балканите и света. За нея работят около 200 души. „Фокус“ е източник на новини за национални и регионални медии в България – телевизии, радиостанции и печатни издания. Агенцията извършва и 24-часово наблюдение на българските и други балкански медии и организира информацията в повече от 100 специализирани теми. Клиенти на Агенция „Фокус“ са държавни институции на България, медии, банки и финансови институции, големи държавни и частни фирми. Новините на агенция „Фокус“ на новинарските ѝ сайтове могат да се четат свободно и безплатно.
Информационна агенция „Фокус“ е основен партньор на Агенция Франс прес в България за осигуряване на вътрешни и балкански новини, като поддържаме партньорски взаимоотношения и с още над 112 агенции от 86 страни, които членуват в Световната организация за информация и клипинг агенции FIBEP. Информационна агенция „Фокус“ е приета за член на FIBEP на редовния конгрес в Кейптаун (Република Южна Африка), през октомври 2003 г.

## История
Агенцията е основана от Красимир Узунов през юни 2000 г. и става първата частна информационна агенция в България. През 2004 г. той създава Радио „Фокус“ – Сливен, с което слага началото на информационната радиоверига „Фокус“. След гибелта на Красимир Узунов в началото на 2019 г., агенцията е наследена от съпругата му Татяна Узунова и дъщеря му Деница Джурова, които решават да продадат агенцията. На 12 август 2022 г. информационната агенция и радиоверигата стават собственост на „Медия груп 24“, чиито управител и собственик е Кирил Налджиев.

## Радио „Фокус“
Агенцията притежава най-голямата българска частна радиостанция „Фокус“, която предлага едновременно и пълноценно покритие на 95 % от населението и 90 % от територията на страната.
Със своите 60 регионални радиостанции, 15 собствени офиса, 12 самостоятелни програми, 120 новинарски емисии, 240 трафик информации за всички пътища в страната, с многобройните си публицистични, обществено-политически, образователни, исторически, културни, туристически, музикални и други предавания, „Фокус“ се превърна в незаменим източник за информация за милиони българи.
В 24-часовата програма на радиоверигата новинарските и публицистични предавания се редуват с богата музикална програма съобразена с различните вкусове на слушателите. Новинарските емисии на радио „Фокус“ са на всеки половин час и са бърз източник на информация – от регионален, национален и международен характер, мнения и коментари по горещи теми. При важни събития в страната и чужбина, радиоверигата „Фокус“ има възможност за излъчване на извънредни емисии и преки включвания. За улеснение на слушателите се излъчва и винаги актуална трафик информация.
Радиоверига „Фокус“ обхваща 60 точки на излъчване в градовете:
София -103.6 MHz; Априлци-88.9 MHz; Асеновград-98.1 MHz; Балчик-95.0 MHz; Белоградчик-89,0MHz; Благоевград-97.6 MHz; Ботевград-107.8 MHz; Бургас-106.5 MHz; Варна-89.50 MHz; Велико Търново-102.4 MHz; Велинград-101.2 MHz; Видин-107.70 MHz; Враца-87.9 MHz; Горна Оряховица-104.4MHz; Гоце Делчев-88.1 MHz; Девин-88.5 MHz; Девня-94.2 MHz; Добринище-88.0 MHz; Добрич-89.3 MHz; Дулово-101.2 MHz; Дупница-94.7 MHz; Етрополе-90.4 МHz; Златоград-105.5 MHz; Исперих-95.0 MHz; Ихтиман-98.8 MHz; Казанлък-101.4 MHz; Кубрат-96.7 MHz; Кърджали-102.8 MHz; Кюстендил-96.7 MHz; Ловеч-101.2 MHz; Мадан-95.6 MHz; Несебър-107.5 MHz; Нови Пазар-106.0 MHz; Обзор-99.6MHz; Пазарджик-95.9 MHz; Перник-90.3 MHz; Петрич-104.5 MHz; Плевен-103.6 MHz; Пловдив-89.9 MHz; Попово-102.6 MHz; Приморско-93.4MHz; Русе-99.7 MHz; Сандански-99.0 MHz; Свищов-100.0 MHz; Севлиево- 97,7 MHZ; Силистра-100.2 MHz; Симитли-107.7 MHz; Сливен-101.7 MHz; Смолян-96.8 MHz; Созопол-99.4 MHz; Стара Загора-102.6 МHz; Тервел-93.2 MHz; Троян – 89.5 MHz; Тутракан-104.5 MHz; Търговище-107.4 MHz; Хасково-100.4 MHz; Царево-101.5 MHz; Шумен-89.60 MHz; Ябланица-98.0 MHz; Молдова (град Тараклия)-97.0 MHz;
От 21 февруари 2011 г. Радио „Фокус“ ежедневно излъчва информационни емисии на английски език от „Гласът на Америка“. Новините на английски език са насочени към българските граждани, както и към всички чужди граждани и институции, пребиваващи или работещи в България. Новините се предават на живо от Вашингтон в часовете 10:30; 14:30; 18:30 и 22:30.
На 15 юни 2011 г. Радио „Фокус“ получава лицензия за излъчване в град Тараклия, Република Молдова. В Молдова живеят повече от 100 000 етнически българи. Компактна маса българи живеят в Южна Молдова, в районите на Тараклия, Комрат, Кортен, Твърдица, както и на прилежащата украинска територия в района на Болград.